# 소프트웨어 사용권 동의
소프트웨어 라이선스 동의(software license agreement)는 컴퓨터 소프트웨어의 제작자와 사용자 사이의 계약 각서이며, 사용자에게 소프트웨어 라이선스를 제공한다. 일반적으로 소프트웨어 라이선스 동의는 최종 사용자가 "허가를 받은 소프트웨어"를 사용한다는 조건 아래에서 조항을 명시하며, 이를 최종 사용자 라이선스 동의(end-user license agreement), 줄여서 EULA라고 일컫는다. 소프트웨어 라이선스 동의가 소프트웨어 라이선스 제공자와 비즈니스/정부 사이에 있을 때, 라이선스와 허가받는 소프트웨어의 성질에 독특한 많은 조항과 함께 계약의 특별한 형식으로 추가된다.

## 같이 보기
- 프리웨어
- 셰어웨어
- 소프트웨어 라이선스